# Sileno Calatino
Sileno fue un erudito siciliano del siglo III a. C. que sirvió como tutor y cronista de Aníbal.

## Biografía
Sileno nació en Calacte, en Sicilia. Acompañó a Aníbal a la península itálica junto con otro griego, Sosilo. Escribió una crónica de su viaje, pero de ella sólo quedan fragmentos que fueron tomados por otros autores, por ejemplo Lucio Celio Antípatro.
Polibio, historiador afín a los romanos, criticó a Sileno por una crónica en la que describía un sueño de contenido religioso que Aníbal había tenido, ya que Polibio veía esto como un intento de conferir un cariz sagrado a su cruzada contra Roma. A pesar de ello, este episodio en concreto fue muy popular entre historiadores, y nombres de la talla de Livio, Valerio Máximo, Cicerón, Silio Itálico y Zonaras lo mencionan, si bien los autores romanos tienden a describir el sueño como un mal augurio para Aníbal en vez de como una experiencia transformadora.